# Eckhard Janeba
Eckhard Janeba (* 1965) ist ein deutscher Ökonom und Professor an der Universität Mannheim. Er ist zudem Vorsitzender des Wissenschaftlichen Beirats beim Bundesministerium für Wirtschaft und Klimaschutz.

## Ausbildung
Janeba studierte Volkswirtschaftslehre an der Christian-Albrechts-Universität zu Kiel und in Bonn. 1990 erhielt er sein Diplom und promovierte 1994 an der Rheinischen Friedrich-Wilhelms-Universität Bonn.

## Karriere
Von 1990 bis 1994 war Janeba Mitglied des Sonderforschungsbereichs (SFB) 303 in Bonn. Nach seiner Promotion wechselte er als Assistant Professor an die Indiana University Bloomington, USA, wo er von 1994 bis 1999 tätig war. Danach arbeitete er zunächst als Assistant Professor an der University of Colorado Boulder, und 2003 bis 2004 war er dort als Associate Professor mit „tenure“ angestellt.
2004 wechselte er an die Universität Mannheim, wo er seither den Lehrstuhl für Finanzwissenschaft und Wirtschaftspolitik innehält.
Seit 2007 ist Janeba Mitglied des Wissenschaftlichen Beirats beim Bundesministerium für Wirtschaft und Klimaschutz, dessen Vorsitz er im Mai 2023 übernahm.
Zusätzlich war er von 2013 bis 2018 Vorsitzender des Unabhängigen Beirats beim Stabilitätsrat.
Seit 2021 ist er außerdem Mitglied des spanischen Fiskalrats (AIReF) und 2025 wurde er in den Europäischen Fiskalausschuss (European Fiscal Board) berufen.
Neben seiner akademischen Tätigkeit ist Janeba Mitglied mehrerer Forschungsverbunde, unter anderem dem CESifo Research Network und dem Oxford University Centre for Business Taxation. Seit 2008 ist er außerdem Research Fellow am ZEW im Bereich Unternehmensbesteuerung und Öffentliche Finanzwirtschaft.

## Forschung
Zu Eckhard Janebas Forschungsschwerpunkte gehören unter anderem
- Föderalismus und Theorie des Steuerwettbewerbs
- Staatsverschuldung und Wirkung von Fiskalregeln
- Außenhandel und Auswirkungen der Globalisierung auf staatliches Handeln

Seine Forschung wurde in führenden internationalen Zeitschriften veröffentlicht, darunter im American Economic Review, European Economic Review, Journal of Public Economics, Journal of International Economics und im Economic Journal.